# ジャンヌ・ダルブレ
ジャンヌ・ダルブレ（仏: Jeanne d'Albret, 1528年1月7日 - 1572年6月9日）は、フランス側にあるナバラ王国の女王。スペイン名ではフアナ3世（Juana III de Navarra）、フランス名ではジャンヌ3世（Jeanne III de Navarre）。ナバラ王エンリケ2世（アンリ・ダルブレ、アルブレ伯）と、フランス王フランソワ1世の姉マルグリットの娘。フランスとナバラの王アンリ4世の生母である。

## 生涯
エンリケ（アンリ）2世の長女として生まれたジャンヌは幼少のころから信仰をプロテスタント（ユグノー教徒）に傾け、1541年にユーリヒ＝クレーフェ＝ベルク公ヴィルヘルム5世と結婚したが、1545年に結婚を解消、1548年、同じ信仰を持つブルボン家のヴァンドーム公アントワーヌと結婚した。次男アンリ4世を含めて3男2女を儲けたが、夫は浮気癖があり無能であったために、エンリケ2世は婿であるアントワーヌに対して期待をしていなかった。
エンリケ2世の死後、ジャンヌは夫とともに女王として即位した。ナバラはフランスと違いサリカ法（女子の承継を禁止したゲルマン法）を適用していなかったので、彼女は君主として即位できたのである。ジャンヌは領国でプロテスタントを国教にし、カトリックを徹底的に迫害した。
1560年にシャルル9世が即位すると、夫アントワーヌは王国総代官に任じられた。翌1561年、アントワーヌはカトリックに改宗し、息子アンリも改宗させられ（アンリはこの後、プロテスタントとカトリックの間でたびたび改宗を行う）、ジャンヌはパリの宮廷を去った。1562年にユグノー戦争が始まると、ジャンヌはユグノー陣営に就いた。アントワーヌはカトリック陣営の一員として戦うことになるが、ルーアン包囲戦で戦死し、幼い息子アンリがブルボン家の家長となった。
1570年に和議が成立して戦争が終わると、王太后カトリーヌ・ド・メディシスからシャルル9世の妹マルグリット王女と息子アンリの結婚を持ちかけられた。最初、ジャンヌは息子とカトリックである王女との結婚には反対をしていたが、王太后カトリーヌから新旧宗教の和解であると説かれ、結婚を認めざるを得なかった。1572年、ジャンヌは息子の結婚式に出席するためパリに赴いたが、間もなく病死した。一説によるとカトリーヌが殺したとされている。

## 子女
いずれも2番目の夫アントワーヌ・ド・ブルボンとの間の子供である。
- アンリ（1551年 - 1553年）
- アンリ4世 （1553年 - 1610年）
- ルイ（1555年 - 1557年）
- マドレーヌ（1556年）
- カトリーヌ（1559年 - 1604年）　ロレーヌ公アンリ2世と結婚。